# Haut-Valromey
Haut-Valromey és una comuna nova del departament de Ain, a la regió Alvernesa-Roine-Alps, de França.

## Geografia
Amb 107,85 km², és el municipi més gran del departament d'Ain.

## Història
Aquesta Comuna Francesa va ser creada l'1 de gener de 2016, en aplicació d'una resolució del prefecte d'Ain de 29 de desembre de 2015 amb la unió de les comunes de Hotonnes, Li Grand-Abergement, Li Petit-Abergement i Songieu, passant a estar l'ajuntament en l'antiga comuna de Hotonnes.
| Gràfica d'evolució de Haut-Valromey entre 1800 i 2013 |
|                                                       |

Les dades entre 1800 i 2013 són el resultat de sumar els parcials de les quatre comunes que formen la nova comuna de Haut-Valromey, les dades de la qual s'han agafat de 1800 a 1999, per les comunes de Hotonnes, Li Grand-Abergement, Li Petit-Abergement i Songieu de la pàgina francesa EHESS/Cassini. Els altres dades s'han agafat de la pàgina del INSEE.

## Composició
| Comuna delegada     | Código INSEE | Població (2013) | Superfície (km²) | Densitat (hab./km²) |
| ------------------- | ------------ | --------------- | ---------------- | ------------------- |
| Hotonnes            | 01187        | 300             | 28.40            | 11                  |
| Li Grand-Abergement | 01176        | 127             | 31.92            | 4                   |
| Li Petit-Abergement | 01292        | 135             | 26.95            | 5                   |
| Songieu             | 01409        | 129             | 20.58            | 6                   |